# Chiromantis petersii
Chiromantis petersii là một loài ếch trong họ Rhacophoridae. Chúng được tìm thấy ở Kenya, Tanzania, và có thể cả Ethiopia.
Các môi trường sống tự nhiên của chúng là xavan khô, xavan ẩm, vùng đất có cây bụi nhiệt đới hoặc cận nhiệt đới, đồng cỏ khô nhiệt đới hoặc cận nhiệt đới vùng đất thấp, đầm nước ngọt có nước theo mùa, đất canh tác, vùng đồng cỏ, vườn nông thôn, các vùng đô thị, ao, và kênh đào và mương rãnh. Loài này đang bị đe dọa do mất môi trường sống.